# آن سوليفان
آنٌ سُولِيفَآن (بالإنجليزية: Anne Sullivan Macy)‏‏ (14 أبريل 1866-20 أكتوبر 1936) هِي مُعلِمة أَمرِيكِيَّة. اشتهرت بكونها معلمة ومرافقة مدى الحياة لـ هيلين كيلر.

## الطفولة
وُلدت «آن» في 14 أبريل، 1866 في ماساتشوستس لوالدين مهاجرين إلى الولايات المتحدة من أيرلندا بُعيد مجاعة البطاطس الإيرلندية التي وقعت بين عامي 1845م و 1852م. وكانت أكبر الأبناء.
أصيبت «آن» بالتراخوما في سن الخامسة؛ مما تركها شبه عمياء، وأعاق هذا قدرتها على تعلم القراءة والكتابة. وعندما كانت في الثامنة من العمر؛ توفيت والدتها بمرض السل، ليتخلى الأب عن أبنائه بعد ذلك بسنتين مخافة عدم القدرة على إعالتهم.
تربت «آن» يتيمة الأم مع أخيها «جايمس» في ملجأ للأيتام في «تيو كوسبري» بولاية ماساتشوستس. أما أختهما الصغيرة «ماري» فقد عُهد بها إلى عمتها (أو خالتها) للعناية بها. وفي حين لم يكن لهما أي مكان آخر يبيتان فيه؛ فقد كانا ينامان في غرفة الموتى ريثما يحل ميعاد دفنهم، عانى «جايمس» من علة في وركه، وتوفي بعد أربعة أشهر بالسل. خضعت آن خلال الفترة اللحقة لعمليتين جراحيتين في عينيها لم يكتب لهما النجاح. ولاحقاً أُرسلت «آن» إلى معهد بيركنز للمكفوفين (بالإنجليزية: Perkins Institution for the Blind)‏ في ووترتاون (بالإنجليزية: Watertown)‏ كي تتعلم القراءة بأصابعها، بيد أن بصرها تحسن ولم يصبها العمى إلا بعد نصف قرن من الزمن.

## التعليم
انتظمت «آن» في الدراسة بمدرسة بيركنز للمكفوفين في السابع من أكتوبر، 1880. وخضعت إذ ذاك للمزيد من العمليات في عينيها والتي حالفها التوفيق؛ فتحسن إبصارها كثيراً. لاحقاً؛ في يونيو 1886 تخرجت في سن العشرين بتفوق على أقرانها. وألقت خطاب الخريجين لتلك الدفعة بصفتها «طالبة العام». وكان مما قالته في خطبتها: «الزملاء الخريجين: يدفعنا الواجب لنمضي قدماً بنشاط في الحياة. لنمضي ببهجةٍ؛ وأملٍ؛ وجِدٍّ. لنعثر لأنفسنا على دورها المميز. وحين ذاك؛ سيكون عطاؤنا عن طيب خاطرٍ وإخلاص؛ كلّ عقبة نتغلب عليها؛ كلّ نجاحٍ نحققه؛ يقربنا كبشرٍ من الله؛ وتغدو الحياة أكثر كما يريدها.»

## السيرة المهنية
في الصيف التالي لتخرج الآنسة سُولِيفَآن؛ تواصل مع مديرمدرسة بيركنز للمكفوفين السيد آرثر كيلر والذي كان يبحث عن معلمة لابنته الكفيفة والصماء ذات السبعة أعوام؛ هيلين كيلر، ليرشح له من فوره «آن» لهذه المهمة. باشرت «آن» عملها في الثالث من مارس، 1887 في منزل عائلة كيلر في توسكومبيا في ولاية ألاباما. لتبدأ في ذلك اليوم علاقة استمرت قرابة الخمسين عاما مع هيلين. ابتدأتها كمعلمة، ثم مربية، وأخيراً كرفيقة وصديقة لها.